# 829 Академија
829 Академија (енгл. 829 Academia) је астероид главног астероидног појаса са пречником од приближно 43,76 .
Афел астероида је на удаљености од 2,836 астрономских јединица (АЈ) од Сунца, а перихел на 2,324 АЈ. 
Ексцентрицитет орбите износи 0,099, инклинација (нагиб) орбите у односу на раван еклиптике 8,286 степени, а орбитални период износи 1514,078 дана (4,145 године). 
Апсолутна магнитуда астероида је 10,70 а геометријски албедо 0,048.
Астероид је откривен 25. августа 1916. године.